# Sällstorps socken
Sällstorps socken i Halland ingick i Viske härad, ingår sedan 1971 i Varbergs kommun och motsvarar från 2016 Sällstorps distrikt.
Socknens areal är 20,32 kvadratkilometer, varav 20,10 land. År 2000 fanns här 250 invånare. Kyrkbyn Sällstorp med sockenkyrkan Sällstorps kyrka ligger i socknen.  

## Administrativ historik
Sällstorps socken har medeltida ursprung.
Vid kommunreformen 1862 övergick socknens ansvar för de kyrkliga frågorna till Sällstorps församling och för de borgerliga frågorna till Sällstorps landskommun. Landskommunen uppgick 1952 i Veddige landskommun som 1971 uppgick i Varbergs kommun. Församlingen uppgick 2006 i Veddige församling som 2012 uppgick i Veddige-Kungsäters församling.
1 januari 2016 inrättades distriktet Sällstorp, med samma omfattning som församlingen hade 1999/2000.  
Socknen har tillhört fögderier och domsagor enligt Viske härad. De indelta båtsmännen tillhörde Norra Hallands första båtsmanskompani.

## Geografi
Sällstorps socken ligger nordost om Varberg kring Viskans biflod Skuttraån. Socknen består av dalbygd kring Skuttran och kuperad skogsbygd däromkring.

## Fornlämningar
Från stenåldern finns boplatser och en hällkista. Från bronsåldern finns gravrösen.

## Namnet
Namnet (1344 Sakälsthorp) kommer från kyrkbyn. Förleden innehåller troligen mansnamnet Sakulf. Eftereleden är torp, 'nybygge'.

## Befolkningsutveckling
| Befolkningsutvecklingen i Sällstorps socken 1750–1990                                                   | Befolkningsutvecklingen i Sällstorps socken 1750–1990 | Befolkningsutvecklingen i Sällstorps socken 1750–1990 | Befolkningsutvecklingen i Sällstorps socken 1750–1990 | Befolkningsutvecklingen i Sällstorps socken 1750–1990 |
| --- | ----------------------------------------------------- | ----------------------------------------------------- | ----------------------------------------------------- | ----------------------------------------------------- |
| |                                                       |                                                       |                                                       |                                                       |
| År |                                                       |                                                       | Folkmängd                                             |                                                       |
| 1750 | 1750                                                  |                                                       | 313                                                   |                                                       |
| 1760 | 1760                                                  |                                                       | 361                                                   |                                                       |
| 1769 | 1769                                                  |                                                       | 401                                                   |                                                       |
| 1780 | 1780                                                  |                                                       | 405                                                   |                                                       |
| 1790 | 1790                                                  |                                                       | 367                                                   |                                                       |
| 1800 | 1800                                                  |                                                       | 391                                                   |                                                       |
| 1810 | 1810                                                  |                                                       | 436                                                   |                                                       |
| 1820 | 1820                                                  |                                                       | 429                                                   |                                                       |
| 1830 | 1830                                                  |                                                       | 465                                                   |                                                       |
| 1840 | 1840                                                  |                                                       | 515                                                   |                                                       |
| 1850 | 1850                                                  |                                                       | 559                                                   |                                                       |
| 1860 | 1860                                                  |                                                       | 555                                                   |                                                       |
| 1870 | 1870                                                  |                                                       | 510                                                   |                                                       |
| 1880 | 1880                                                  |                                                       | 501                                                   |                                                       |
| 1890 | 1890                                                  |                                                       | 462                                                   |                                                       |
| 1900 | 1900                                                  |                                                       | 450                                                   |                                                       |
| 1910 | 1910                                                  |                                                       | 408                                                   |                                                       |
| 1920 | 1920                                                  |                                                       | 408                                                   |                                                       |
| 1930 | 1930                                                  |                                                       | 347                                                   |                                                       |
| 1940 | 1940                                                  |                                                       | 344                                                   |                                                       |
| 1950 | 1950                                                  |                                                       | 292                                                   |                                                       |
| 1960 | 1960                                                  |                                                       | 273                                                   |                                                       |
| 1970 | 1970                                                  |                                                       | 245                                                   |                                                       |
| 1980 | 1980                                                  |                                                       | 249                                                   |                                                       |
| 1990 | 1990                                                  |                                                       | 261                                                   |                                                       |
| Anm: Källor: Umeå universitet - Tabellverket 1749-1859, Demografiska databasen, CEDAR, Umeå universitet |                                                       |                                                       |                                                       |                                                       |